# Thuận An
Thuận An ist eine Stadt in der Provinz Bình Dương in Vietnam. Sie liegt nördlich der Innenstadt von Ho-Chi-Minh-Stadt und bildet eine Satellitenstadt. Sie hatte bei der Volkszählung 2019 eine Einwohnerzahl von 596.227. Die Stadt besitzt seit 2020 das Stadtrecht und hat den Status einer Provinzstadt der 3. Klasse. Die Stadt ist in 9 Stadtviertel (phường) und eine Gemeinde (xã) gegliedert. 

## Galerie

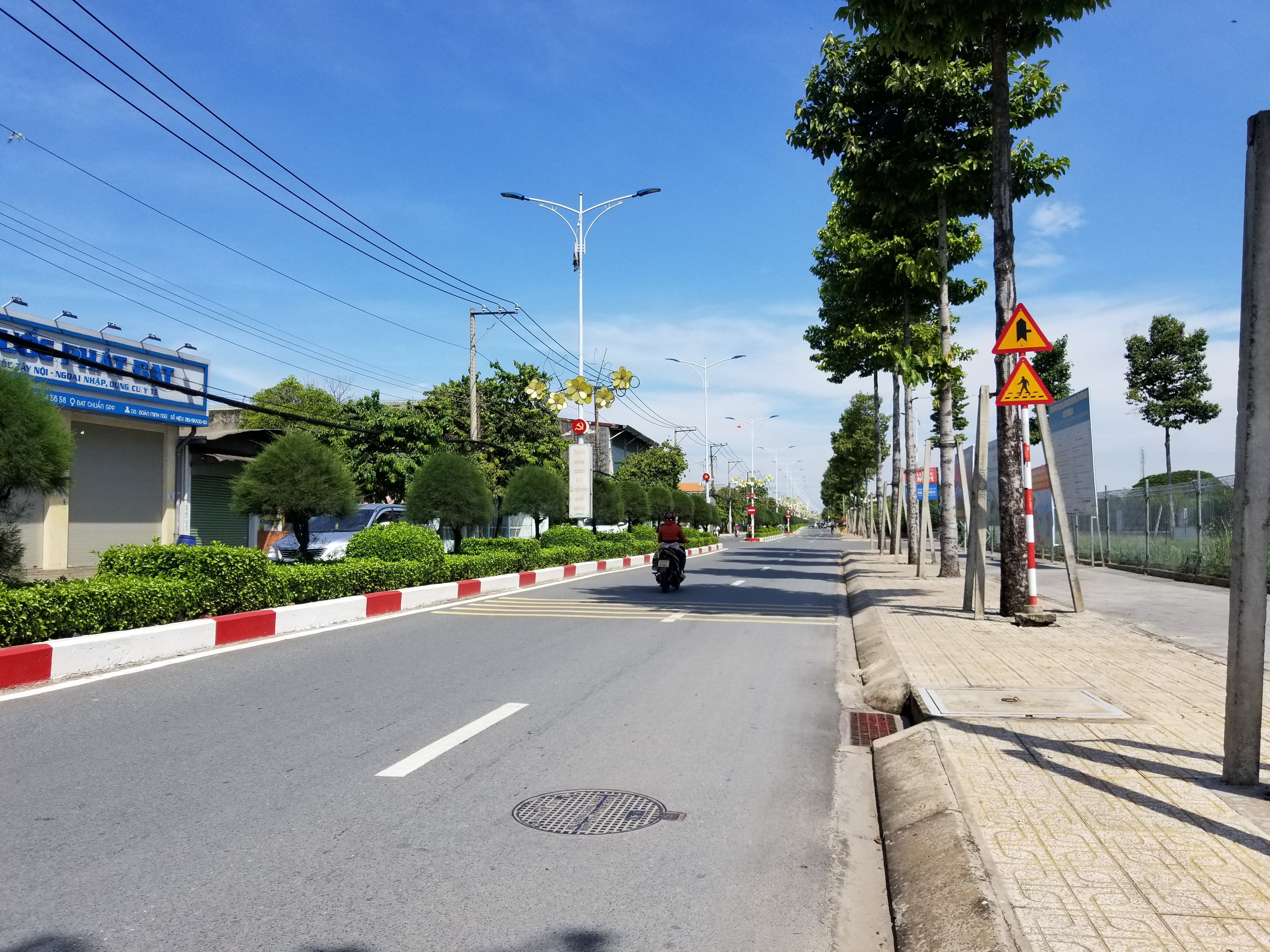
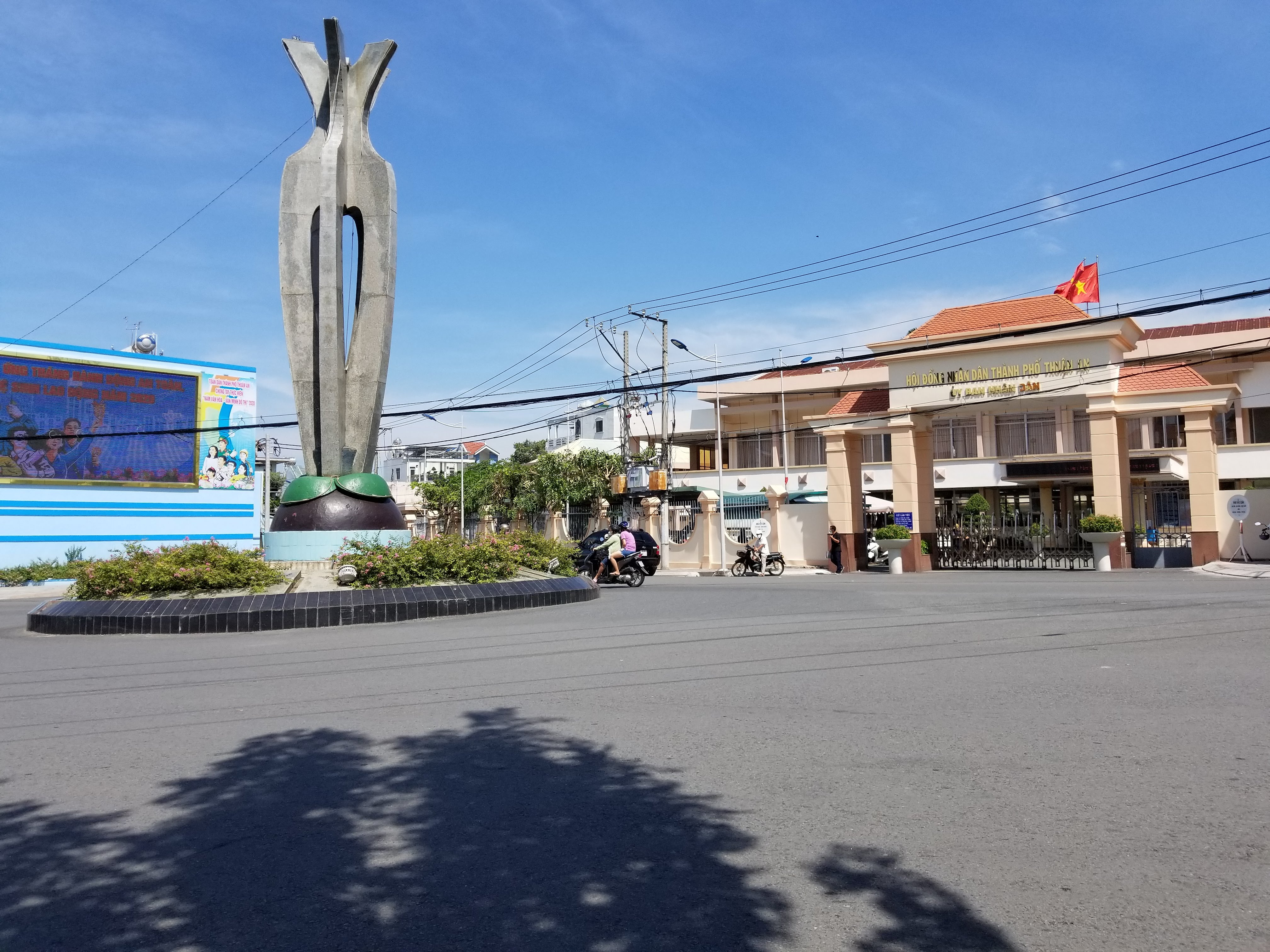
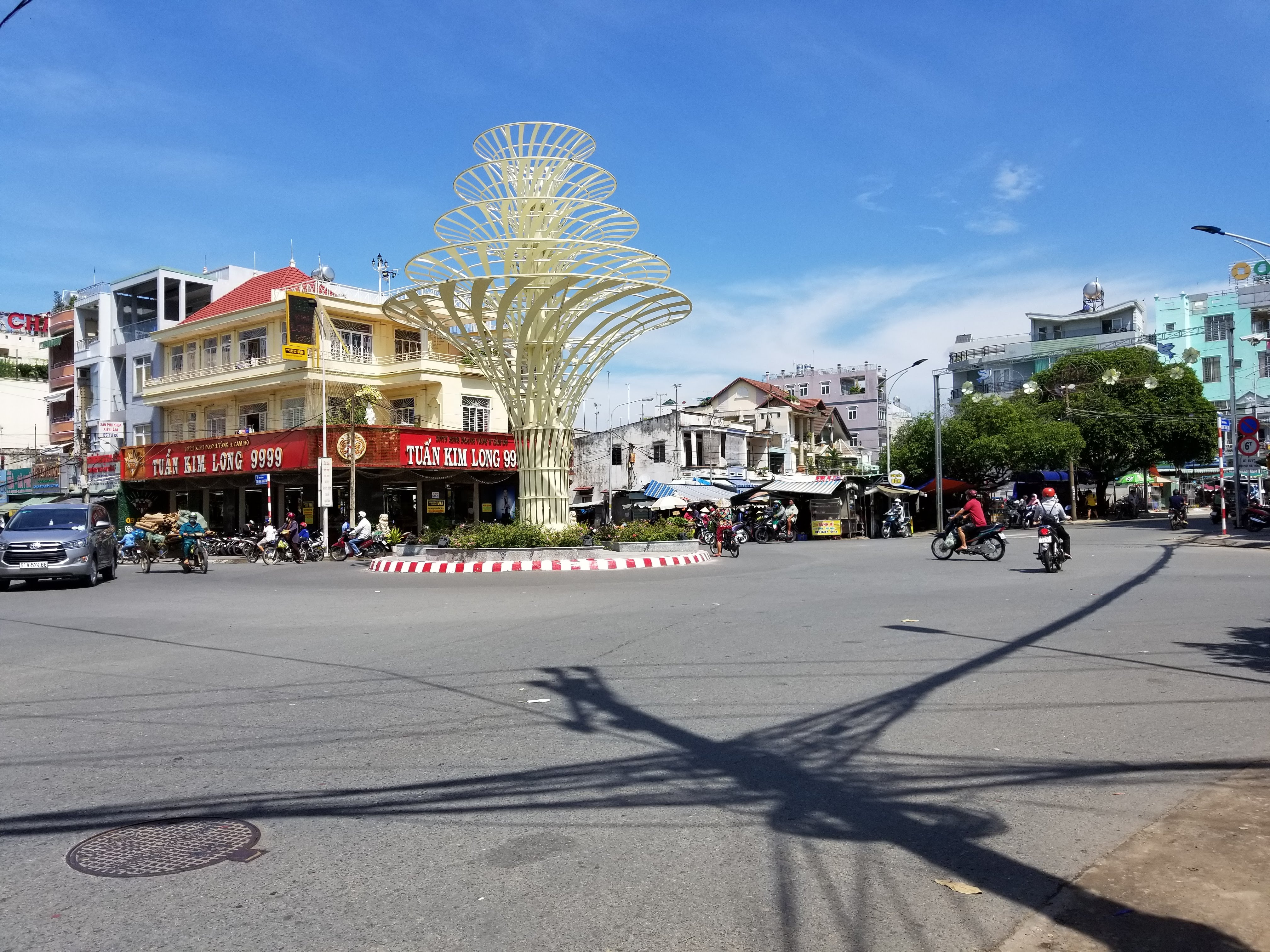